# Belogradcik
Belogradchik (bulgară Белоградчик) este un oraș din nord-vestul Bulgariei în Regiunea Vidin. Belogradchik, care literalmente înseamnă „oraș mic alb” este situat la poalele Munților Balcani, la est de granița cu Serbia și la 50 de km sud de Dunăre. Orașul este unic și faimos pentru stâncile sale, Stâncile Belogradcik, care acoperă o suprafață de 90 de kilometri pătrați și ajung până la 200 de metri înălțime.

## Demografie
Componența etnică a orașului Belogradcik
     Bulgari (67,44%)
     Romi (20,93%)
     Nicio identificare (11,56%)
     Altele (0,05%)
La recensământul din 2011, populația orașului Belogradcik era de 5.173 locuitori. Din punct de vedere etnic, majoritatea locuitorilor (67,44%) erau bulgari, cu o minoritate de romi (20,93%). Pentru 11,56% din locuitori nu este cunoscută apartenența etnică.

## Turism
Orașul este o destinație turistică populară. Repere importante sunt: fortăreața medievală Belogradchik și Stâncile Belogradcik. Alte atracții turistice din zonă sunt Peștera Magura, celebră pentru picturile sale rupestre și fortăreața medievală Baba Vida situată în orașul Vidin, pe malul Dunării.

## Orașe înfrățit
- Knjaževac, Serbia

## Galerie

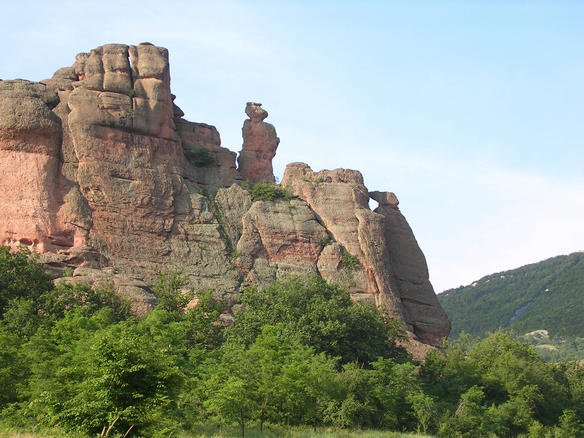
Stâncile Belogradchik
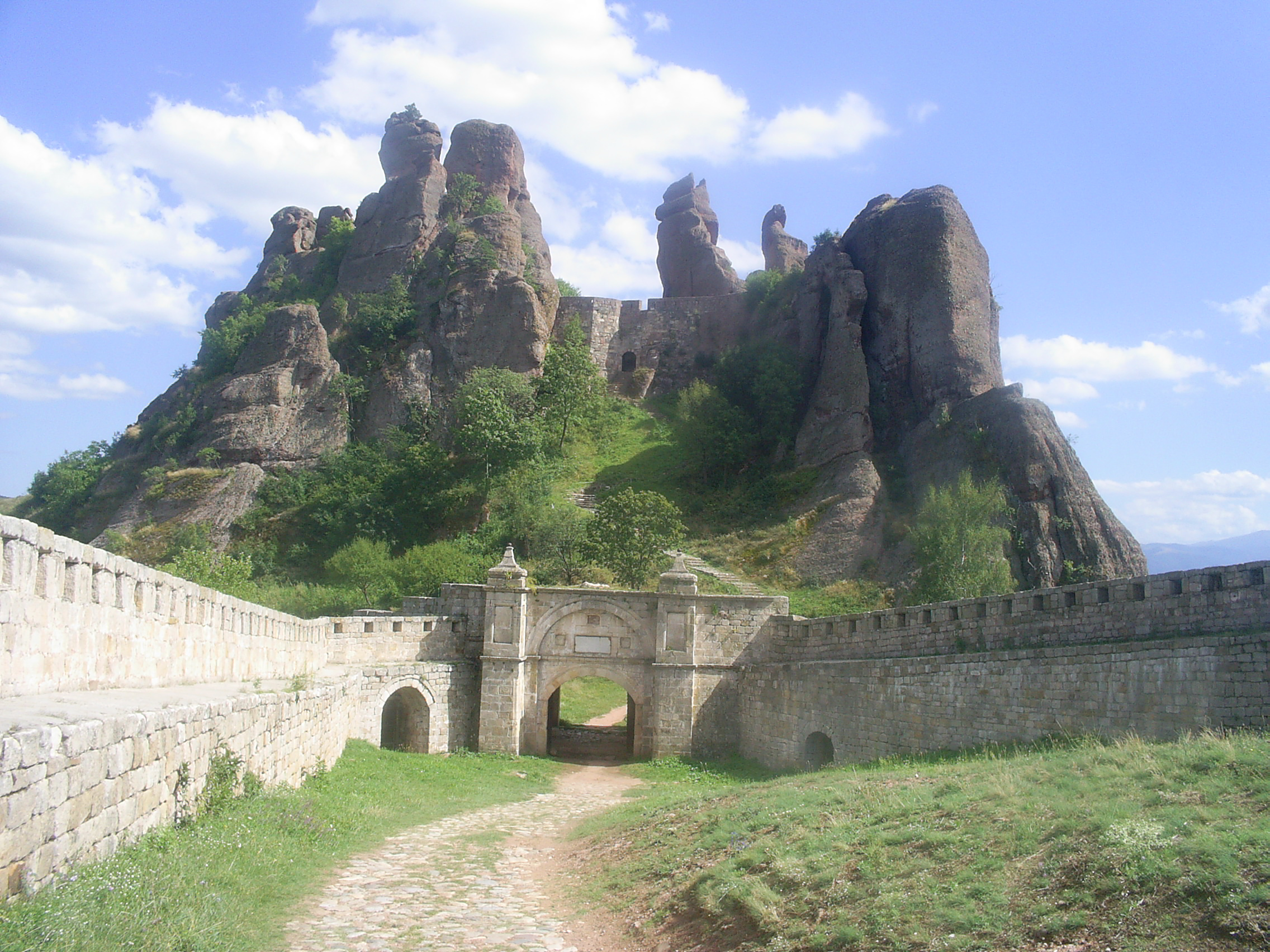
Cetatea Belogradcik